# Setellia pernix
Setellia pernix är en tvåvingeart som först beskrevs av Gerstaecker 1860.  Setellia pernix ingår i släktet Setellia och familjen Richardiidae. Inga underarter finns listade i Catalogue of Life.